# ترانه نخستین عشق
ترانه نخستین عشق (ارمنی: Առաջին սիրո երգը؛ آراجین سیرو یرگ) یک فیلم سینمایی ملودرام به زبان ارمنی محصول سال ۱۹۵۸ آرمن‌فیلم به کارگردانی یوری ارزنکیان و لائرت واغارشیان، نویسندگی cs:Jakov Volček و ژیرایر هاکوبیان  می‌باشد.

## بازیگران
- هراچیا نرسیسیان در نقش تیگران وارونتس[الف]، پدر آرسن
- واغارش واغارشیان در نقش آوت آلکساندری ملیک-نوباریان[ب]، آهنگساز
- خورن آبراهامیان در نقش آرسن
- الینورا سوداکووا[پ] در نقش روزان
- سمیون موکولووسکی[ت] در نقش واروژان
- اولگا گولازیان در نقش وارتوش
- تامارا لانکو-کیمانیان[ث] در نقش اوفلیا
- نیکلای تر-سمیونوف در نقش مامیکونیان
- ورجالویس میریجانیان در نقش زن مامیکونیان[ج]
- آ. سوقومونیان[چ] در نقش اونیک
- ایوان گریکوروف[ح] در نقش راننده بولدوزر
- آ. سلیمخانوف[خ] در نقش دودیک
- گن (گورگن) شاهنازاریان)[د] تاجر
- آماسیا مارتیروسیان در نقش نگهبان

## یادداشت
1. ↑  Տիգրան Վարունց
2. ↑  Ավետ Ալեքսանդրի Մելիք-Նուբարյան
3. ↑  Էլեոնորա Սուդակովա
4. ↑  Սեմյոն Սոկոլովսկի
5. ↑  Տամարա Լանկո-Կիմանյան
6. ↑  Փառանձեմ
7. ↑  Ա. Սողոմոնյան
8. ↑  Իվան Գրիկուրով
9. ↑  Ա. Սելիմխանով
10. ↑  Գեն (Գուրգեն Շահնազարյան)